# Franck Gastambide
Pour les articles homonymes, voir Gastambide.
Franck Gastambide est un acteur, producteur, réalisateur et scénariste français né le 31 octobre 1978 à Melun. Il se fait connaître en 2009 en créant la première web-série de Canal+, Kaïra Shopping, qui est ensuite diffusée en clair puis adaptée au cinéma en 2012. Il devient ensuite réalisateur de films et de séries rencontrant de grands succès, notamment Taxi 5 et Validé, tout en continuant à tourner en tant qu'acteur.

## Biographie

### Jeunesse et débuts dans le cinéma
D'origine basque, il se passionne, à treize ans, pour les chiens de type molosse et leur dressage. Après un CAP Agent de sécurité, il travaille en tant que vendeur chez Leroy Merlin tout en continuant son dressage de chiens. Il travaille aussi en tant que moniteur de jet ski. À vingt ans, il devient un spécialiste reconnu des chiens dits « dangereux ». Il est alors contacté par un dresseur d’animaux pour le cinéma, afin de participer avec ses rottweilers et ses pitbulls au tournage du film Les Rivières pourpres. C'est son premier contact avec le septième art. Il enchaîne avec Les Dalton en 2004.
À cette occasion, il se lie d’amitié avec Mathieu Kassovitz. L'acteur et réalisateur le présente aux créateurs du collectif de jeunes réalisateurs « Kourtrajmé », Kim Chapiron et Romain Gavras, avec qui il fait ses premières armes et participe à plusieurs courts métrages et clips de hip-hop (DJ Mehdi, Mafia K'1 Fry).
En parallèle, Franck Gastambide participe aux tournages de plusieurs dizaines de longs métrages, téléfilms et émissions de télévision en tant que dresseur canin. Très attiré par la réalisation et l’image, il intègre la chaîne MTV comme cadreur pour l'émission du journaliste Mouloud Achour, puis écrit et réalise de nombreux reportages pour la télévision.
En 2008, il prend le pseudonyme de Franck Lewis pour réaliser un film pornographique avec Katsuni appelé My Fucking Life.

### Percée médiatique (2009-2015)

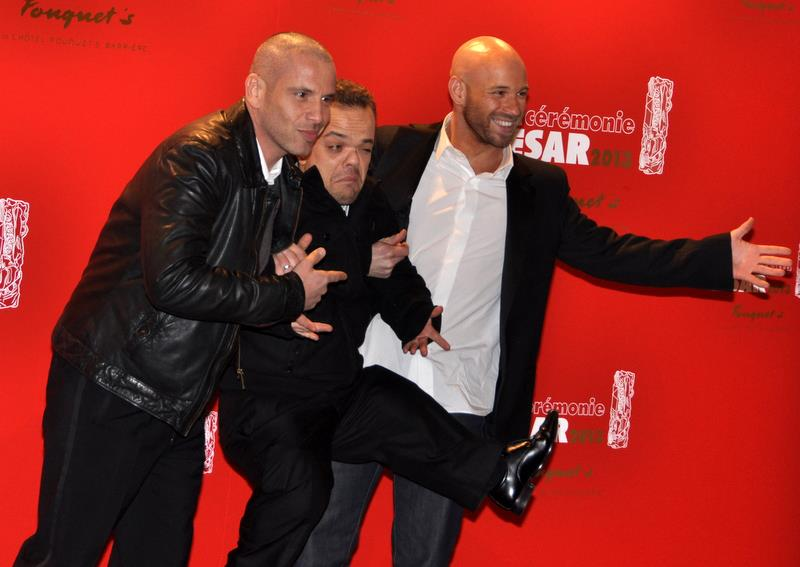
Les acteurs des Kaïra, Medi Sadoun et Jib Pocthier avec Franck Gastambide en 2013.

En 2009, il tourne le pilote de la mini-série Kaïra Shopping, une sorte de télé-achat déjanté version cité (de banlieue). La série est tournée en bas de la tour, sans aucun moyen et en plan-séquences. Elle rencontre un vrai succès et les trois personnages de la série (joués par Franck Gastambide, Medi Sadoun, Jib Pocthier) sont invités par Ramzy Bedia à faire une apparition dans le film Il reste du jambon ?. La série est également programmée en clair sur Canal+, puis reconduite sur trois saisons.
Entre 2009 et 2011, il réalise les campagnes de publicités de la marque Pepsi. Il y dirige notamment Éric Cantona.
Parallèlement, il signe un contrat avec les producteurs de la société Mandarin Cinéma (OSS 117, Brice de Nice, Potiche, La Conquête) afin d’écrire et de réaliser son premier film mettant en scène les personnages de Kaïra Shopping. Plusieurs acteurs célèbres acceptent de rejoindre la distribution de ce premier film à petit budget : Ramzy Bedia, François Damiens, Éric Cantona, Élie Semoun, Alex Lutz, les rappeurs du groupe Mafia K'1 Fry, Katsuni, le DJ Cut Killer (déjà présent dans le film La Haine) et la comédienne Alice Belaïdi (Molière 2010). C'est la première fois qu'une web-série voit ses personnages évoluer vers un film de cinéma.

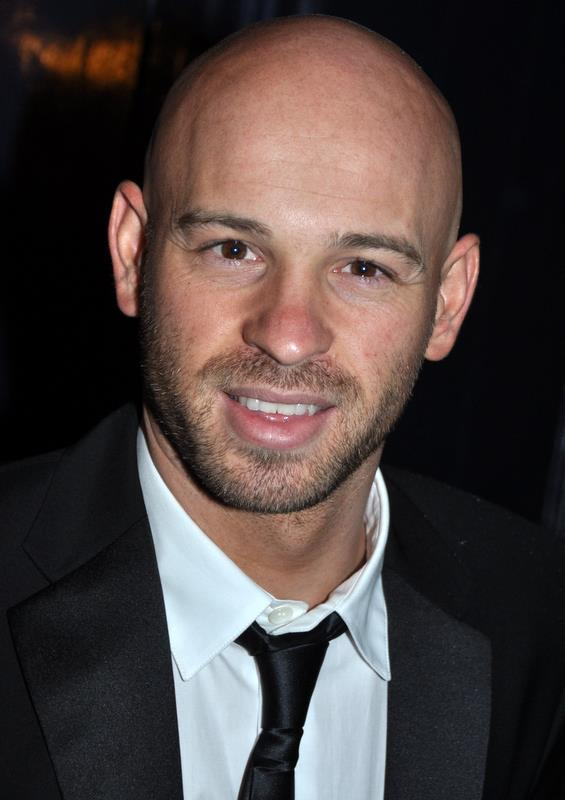
L'acteur/réalisateur au dîner des Révélations des Césars 2013.

Le film, distribué par Gaumont, est d'abord présenté lors des « Off » du Festival de Cannes par le président Thierry Frémaux, en présence de Jean Dujardin. Les Kaïra sont sortis en salle le 11 juillet 2012 et ont rencontré un important succès critique et public avec plus d'un million de spectateurs. Le film devient d'ailleurs le film le plus rentable du cinéma français en 2012,.
Franck Gastambide reçoit le 5 février 2013 le Trophée de la meilleure première œuvre attribué par Le Film français, en compagnie de ses proches : Ramzy Bedia, Alice Belaïdi et ses producteurs, Éric et Nicolas Altmayer.
Le 22 février 2013, il participe avec ses compères du film Les Kaïra, à la 38e cérémonie des César, en remettant les Césars du meilleur son et de la meilleure photo.
En tant qu'acteur, il enchaîne les rôles de meilleur ami dans des comédies : Vive la France, Les Gazelles, Toute Première Fois ou encore Good Luck Algeria. Enfin, il est au casting du thriller franco-canadien Enragés, d'Éric Hannezo.

### Confirmation (depuis 2016)
Il endosse à nouveau sa casquette de réalisateur pour Pattaya, film racontant les mésaventures de trois potes de quartiers en vacances en Thaïlande. Son second film ayant un plus gros budget que le premier, Franck Gastambide s'entoure d'acteurs confirmés de la comédie française : Gad Elmaleh, Ramzy Bedia, Sabrina Ouazani et du jeune humoriste Malik Bentalha. Le film sort le 24 février 2016 et atteint quasiment deux millions d'entrées en quelques semaines, ce qui en fait un des films français ayant fait le plus d'entrées en 2016.
La même année, il retrouve Camille Cottin pour un second rôle dans la comédie dramatique Cigarettes et chocolat chaud, de Sophie Reine. L'année suivante, il surprend dans un registre dramatique, en tête d'affiche du drame La Surface de réparation, de Christophe Régin.
Pour son troisième projet en tant que réalisateur, Franck Gastambide choisit le cinquième volet de la célèbre saga Taxi. Il en est aussi l'un des acteurs principaux, aux côtés de Malik Bentalha. Le film sort le 11 avril 2018. Le film est un succès, en récoltant 3 653 933 entrées.

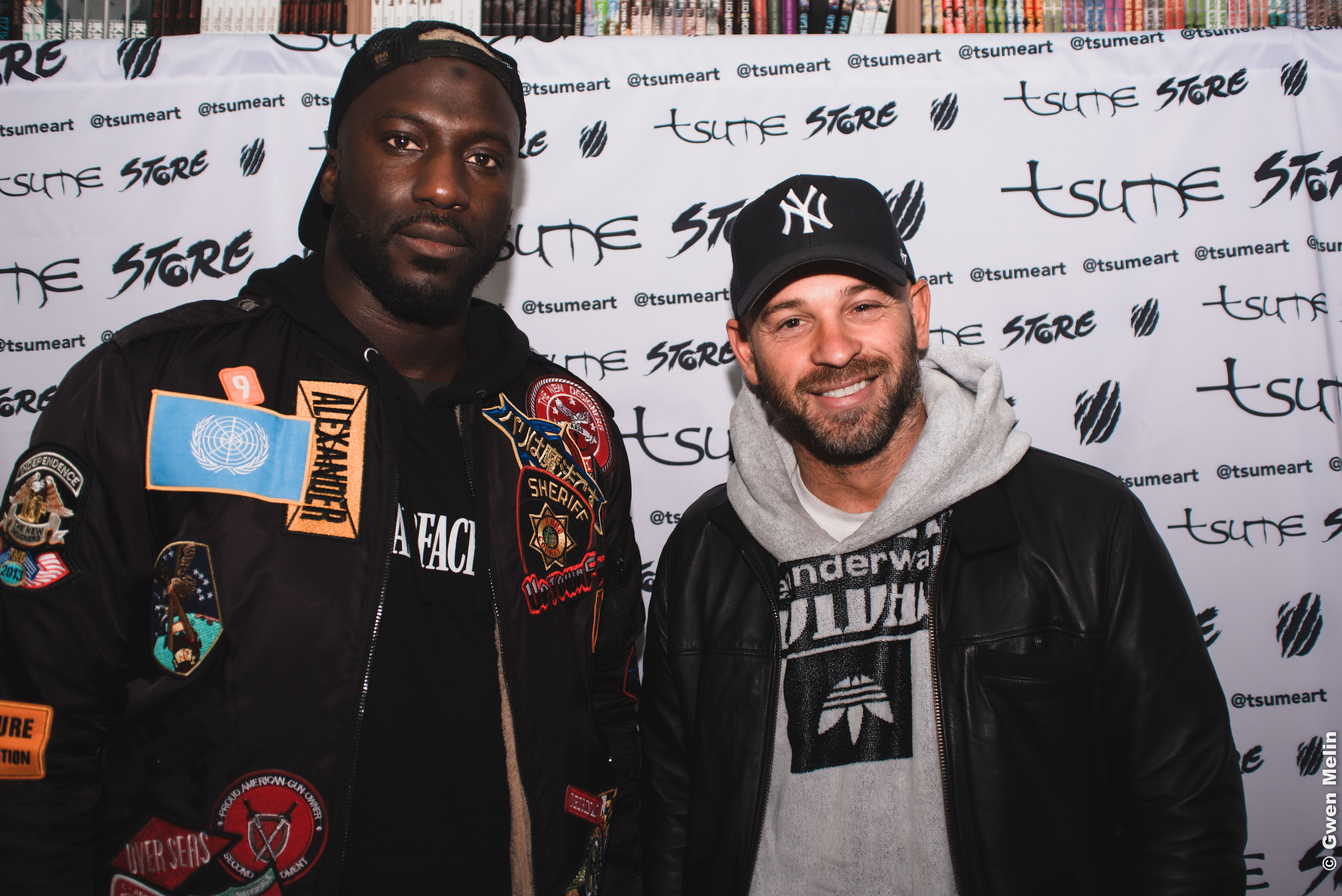
Franck Gastambide avec Moussa Mansaly, acteur de la série Validé en 2021.

Lors d'une interview au magazine 50 minutes inside présenté par Nikos Aliagas, Franck Gastambide annonçait que si les résultats du cinquième volet étaient satisfaisants, une suite serait envisageable, sous sa direction et avec le même duo. Le 3 mai 2018, lors d'une interview au journal Première, Samy Naceri indique qu'il serait partant pour un sixième film, si un rôle principal lui est proposé. Lors du Dinard Film Festival 2018, Sabrina Ouazani confirme que le projet d’un sixième film reste toujours envisagé, mais aucune date n'est confirmée à ce stade.
En 2019 il commence la réalisation de sa première série, Validé, centrée sur le monde de la musique, des quartiers et du rap (inspirée de la série américaine Empire). Elle est diffusée en 2020 sur la chaîne Canal+ avec notamment Sabrina Ouazani, Hatik, Moussa Mansaly. Elle remporte un vif succès avec 20 millions de visionnages.
Il réalise ensuite le long métrage Medellín, une comédie d'action, majoritairement tourné en Colombie. Le film est diffusé dès juin 2023 sur Prime Video, en se classant numéro 1 dans les tops de 54 pays. Par ailleurs, le long-métrage est présent dans le top 10 d’une centaine de pays et numéro 2 aux États-Unis, une première pour un film français. Une performance portée par la présence de Mike Tyson, l’icône américaine de la boxe.
En 2024, il participe à la saison 4 de l'émission LOL : qui rit, sort ! diffusée sur Amazon Prime Video.

## Vie privée
Après avoir partagé la vie de Céline Tran alias Katsuni, puis fréquenté Alice Belaïdi, il est en couple, de 2015 à 2021 avec l'actrice Sabrina Ouazani. Il annonce officiellement sa rupture avec cette dernière dans l'émission LOL : qui rit, sort ! en février 2024.

## Affaire judiciaire

### Accusation de violences sexuelles, physiques et psychologiques
En février 2025, Mediapart publie un article dans lequel six femmes, dont trois ont été ses compagnes, accusent Franck Gastambide de violences sexuelles, physiques et psychologiques. En réponse, sur X, Franck Gastambide se déclare victime d’une campagne de calomnie orchestrée par l’une d’elles, qu’il accuse à son tour de violences,.

## Filmographie

### Cinéma
- 2010 : Il reste du jambon ? d'Anne Depétrini : un des 3 Suisses
- 2011 : De force de Frank Henry : casquette Nike
- 2011 : De l'huile sur le feu de Nicolas Benamou : un supporter
- 2012 : Les Kaïra de Franck Gastambide : Mousten
- 2013 : Vive la France de Michaël Youn : Kévin, le marchand d'armes
- 2014 : Les Gazelles de Mona Achache : Éric
- 2015 : Toute Première Fois de Maxime Govare et Noémie Saglio : Charles
- 2015 : Made in France de Nicolas Boukhrief : Dubreuil
- 2015 : Enragés d'Éric Hannezo : Manu
- 2016 : Pattaya de Franck Gastambide : Francky
- 2016 : Good Luck Algeria de Farid Bentoumi : Stéphane
- 2016 : Hibou de Ramzy Bedia : le bénévole
- 2016 : Cigarettes et Chocolat chaud de Sophie Reine : Pierrot
- 2017 : L'Embarras du choix d'Éric Lavaine : Gilles
- 2018 : La Surface de réparation de Christophe Régin : Franck
- 2018 : Taxi 5 de Franck Gastambide : Sylvain Marot
- 2018 : Le Flic de Belleville de Rachid Bouchareb : Roland
- 2019 : Damien veut changer le monde de Xavier de Choudens : Damien
- 2019 : Docteur ? de Tristan Séguéla : Grisoni
- 2022 : Sans répit de Régis Blondeau : le lieutenant Thomas Blin
- 2023 : Astérix et Obélix : L'Empire du Milieu de Guillaume Canet : le capitaine Barbe-Rouge
- 2023 : Medellín de Franck Gastambide : Stan[21]
- 2023 : 3 Jours max de Tarek Boudali : Dominic « Dom » Toretto
- 2024 : Le Salaire de la peur de Julien Leclercq : Fred
- 2025 : Carjackers de Kamel Guemra : Elias
- 2025 : Comme des riches d'Amin Harfouch

### Télévision
- 2009-2011 : Kaïra Shopping (série TV) de Franck Gastambide
- 2013 : Le Débarquement, émission à sketchs
- 2018-2019 : Rendez-vous en terre inconnue[22]
- 2020-2021 : Validé (série TV) de Franck Gastambide : DJ SNO
- 2024 : LOL : qui rit, sort ! (saison 4) : participation
- 2024 : La Cage de Franck Gastambide : Coach/Boss
- 2025 : Super Mâles (série télévisée, Netflix) de Noémie Saglio et Olivier Rosemberg

### Réalisateur et scénariste
- 2012 : Les Kaïra
- 2016 : Pattaya
- 2018 : Taxi 5
- 2020 : Validé (série télévisée)
- 2023 : Medellín
- 2024 : La Cage (série télévisée)

### Doublage
- 2017 : Sahara : Pete le scorpion
- 2019 : Royal Corgi : Jack[23]
- 2019 : Toy Story 4 : Bunny[24]

## Distinctions

### Décoration
- Chevalier de l'ordre des Arts et des Lettres (2024)

### Récompenses
- Trophées du Film français 2013 : Trophée de la meilleure première œuvre pour Les Kaïra
- Festival Canneséries 2020 : Prix du public Le Parisien[25]

### Nominations
- 2009 : Nomination au festival de la Rochelle de la meilleure fiction du Web pour Kaïra Shopping[26]
- 2009 : Nomination à la Nuit des Formats courts à Aix-les-Bains pour Kaïra Shopping[27]
- 2009 : Nomination au Festival Humour et Media à Montreux pour Kaïra Shopping[27]
- 2010 : Nomination au Festival de Luchon de la meilleure fiction télévisuelle pour Kaïra Shopping[27]